# Pilar (cantautrice)
Ilaria Pilar Patassini (Roma, 5 febbraio 1977) è una cantautrice italiana.

## Biografia
È diplomata in Conservatorio in Canto e Repertori Vocali da Camera.
A partire dal 2007 ha pubblicato cinque album con diverse etichette, in cui all’italiano aggiunge altre quattro lingue: francese, spagnolo, portoghese e inglese. I suoi palcoscenici abituali sono in Italia e in Canada.
È la voce solista femminile dei progetti dell'arrangiatore e direttore d’orchestra britannico Geoff Westley “De Andrè Sinfonico” e “Friends in Argentina”.
Collabora in qualità di autrice, speaker radiofonica e cantante con la Rete2 de la Radio Svizzera Italiana (RSI) per la quale ha scritto e condotto trasmissioni quali Anime Salve, Se io fossi un Angelo, Canzoni e Contorni, Voce d’Autore. Sono andati in onda quest'anno lo speciale Caterina fa 90…!  (per i 90 anni di Caterina Valente) e la trasmissione sulle canzoni e la musica per bambini Canzoni in Girotondo
Nei primi anni, dal 2005 al 2010, ha partecipato a numerosi concorsi legati sia alla canzone d’autore che all’interpretazione. Fra i più importanti si possono citare l’NME Awards, il Premio Tenco, il Premio Bindi, Musicultura e il Premio Lunezia.
Dedicandosi ad alcuni progetti costruiti per omaggiare la musica italiana, ha lavorato alla Radio Svizzera Italiana (RSI). I programmi “Anime salve” e “Se io fossi un Angelo” dedicati rispettivamente a Fabrizio De André e Lucio Dalla.
Pilar è stata una delle protagoniste della trasmissione RAI che ha visto un approfondimento sulle problematiche presenti nella discografia italiana per le donne, andata in onda il 2 giugno 2019 per “Speciale Tg1” intitolata “Femminile Musicale”.

## Collaborazioni
Nel suo percorso musicale ha avuto alcune collaborazioni importanti sia per produrre i propri dischi che per collaborazioni esterne: Joe Barbieri, Bungaro, Tony Canto, Mauro Ermanno Giovanardi, Sandro Luporini, Pacifico, Franco Piana, lo scrittore Fabio Stassi. 
Con il compositore e chitarrista Michael Occhipinti ha instaurato un rapporto artistico stabile a partire dal 2014. 
Segue inoltre alcuni progetti musicali internazionali. Nel “Sicilian Jazz Project” (dal 2014), progetto italo-canadese, ha partecipato al disco “Muorica” nel quale ha partecipato il clarinettista Don Byron. Con il direttore d’orchestra Geoff Westley collabora ai due progetti “De André Sinfonico” e “Friends in Argentina”.
Ha collaborato tra gli altri con: Don Byron, Gianluigi Trovesi, Enzo Favata, Peppe Servillo, Neri Marcoré, Jean-Louis Matinier, Dino Piana e Franco Piana, Tosca, Tim Ries (Rolling Stones), Daniele di Bonaventura, il giornalista e autore tv Alessandro Sortino, lo scrittore e giornalista Antonio Iovane, Manuela Kustermann, Vinicio Marchioni, col chitarrista Alessandro Girotto per il progetto Sinenomine.

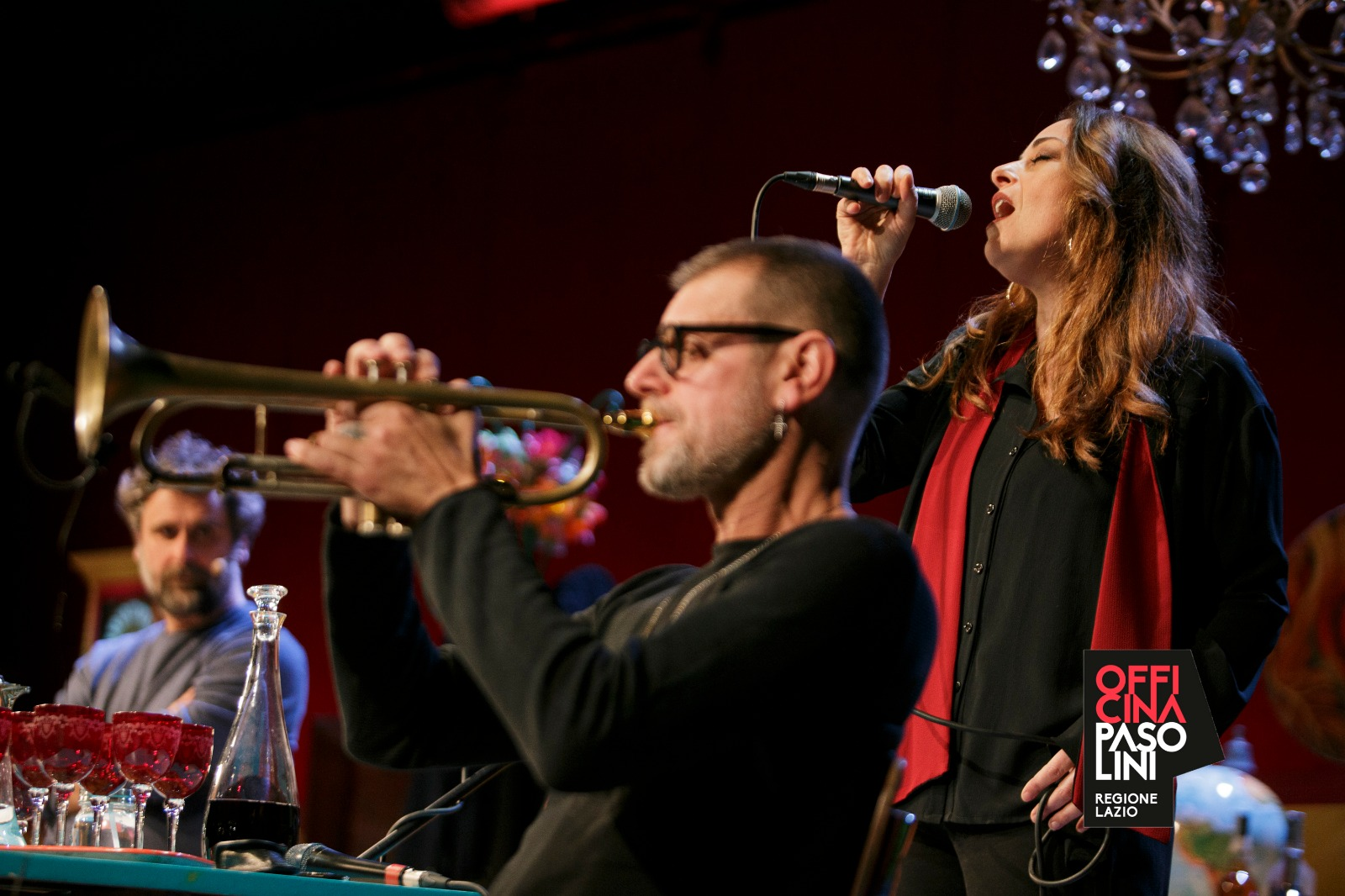
Fabrizio Bosso e Pilar

## Discografia
- 2007 - Femminile Singolare (VCM/01)
- 2011 - Sartoria Italiana Fuori Catalogo (Esordisco/Egea)
- 2015 - L’Amore è dove vivo [3]  (Esordisco/Audioglobe)
- 2019 - Luna in Ariete [4] (Esordisco/Audioglobe)
- 2021 - Ilaria y el Mar (EP, live)
- 2022 - Italia Folksongs (con Daniele di Bonaventura) (Visage Music)
- 2023 - Terra senza Terra [5](Parco della Musica Records/Egea)